# Quartinia halicticeps
Quartinia halicticeps är en stekelart som beskrevs av Giordani Soika 1939. Quartinia halicticeps ingår i släktet Quartinia och familjen Masaridae. Inga underarter finns listade i Catalogue of Life.